# 까오반비엔
까오반비엔(베트남어: Cao Văn Viên / 高文園, 1921년 12월 21일 ~ 2008년 1월 22일)은 라오스 출신 베트남 군인이다. 남베트남에서 1967년 1월에서 1967년 11월까지 국방총장을 지낸 인물이다.
그는 1921년 라오스의 수도 비엔티안에서 상인의 아들로 태어났으며, 1940년, 호찌민이 베트남 독립 동맹회를 결성하기 위해 민족주의자를 포섭할 때 까오반비엔은 이에 잠시 참여한 적이 있다. 그러나, 8개월간 활동 후 프랑스군에 투항하여 전향을 하였다. 그는 후에 사이공 대학교 언어학부를 졸업한 후 교사로 활동하다가 프랑스가 프랑스 식민군을 양성하기 위해 세운 캡 샹떼자크 군사학교(Cap Saint-Jacques Military School)에 들어가 1949년 졸업 후 프랑스 식민 정부 산하 베트남 국가군의 육군 소위가 되었다.
1955년 동안 프랑스 식민 정부 측에서 베트남 독립동맹회에 대항해 싸웠으나, 프랑스는 패배했다. 이 당시 그의 계급은 괴뢰 베트남국 국가군 육군 소좌였다. 남베트남에 응오딘지엠 정부가 들어서고나서 여러 남베트남 군력 육군 장군의 직책을 거치다가 1963년 즈엉반민의 쿠데타가 일어났는데, 그는 이 쿠데타에 참여하기를 거부했다. 그 후 1965년 작전참모장이 되었으며, 1967년 국방총장으로 임명되었다. 오랫동안 북베트남군에 맞서 싸웠으나, 패배하여 1975년 미국으로 망명했다.
그는 베트남 전쟁 당시 북베트남의 국방부장인 보응우옌잡에 비해서 매우 무능한 군 지휘자로 평가받는다. 실제로 망명 베트남 거주민 사회에서 무능한 군 지휘 능력으로 베트남 전쟁에서 남베트남이 패배한 결정적인 원인을 제공한 군 지휘자라고 종종 비판받았으며, 2008년 미국 애넌데일에서 노환으로 사망했다.